# Головченко Аркадій
Головченко Аркадій (нар. 5 серпня 1936, Кіровоград, Українська РСР) — український плавець. Брав участь у змаганнях 200 м брасом серед чоловіків на Літніх Олімпійських іграх 1960, де зайняв 9 місце.